# Marienkirche (Ordensburg Marienburg)

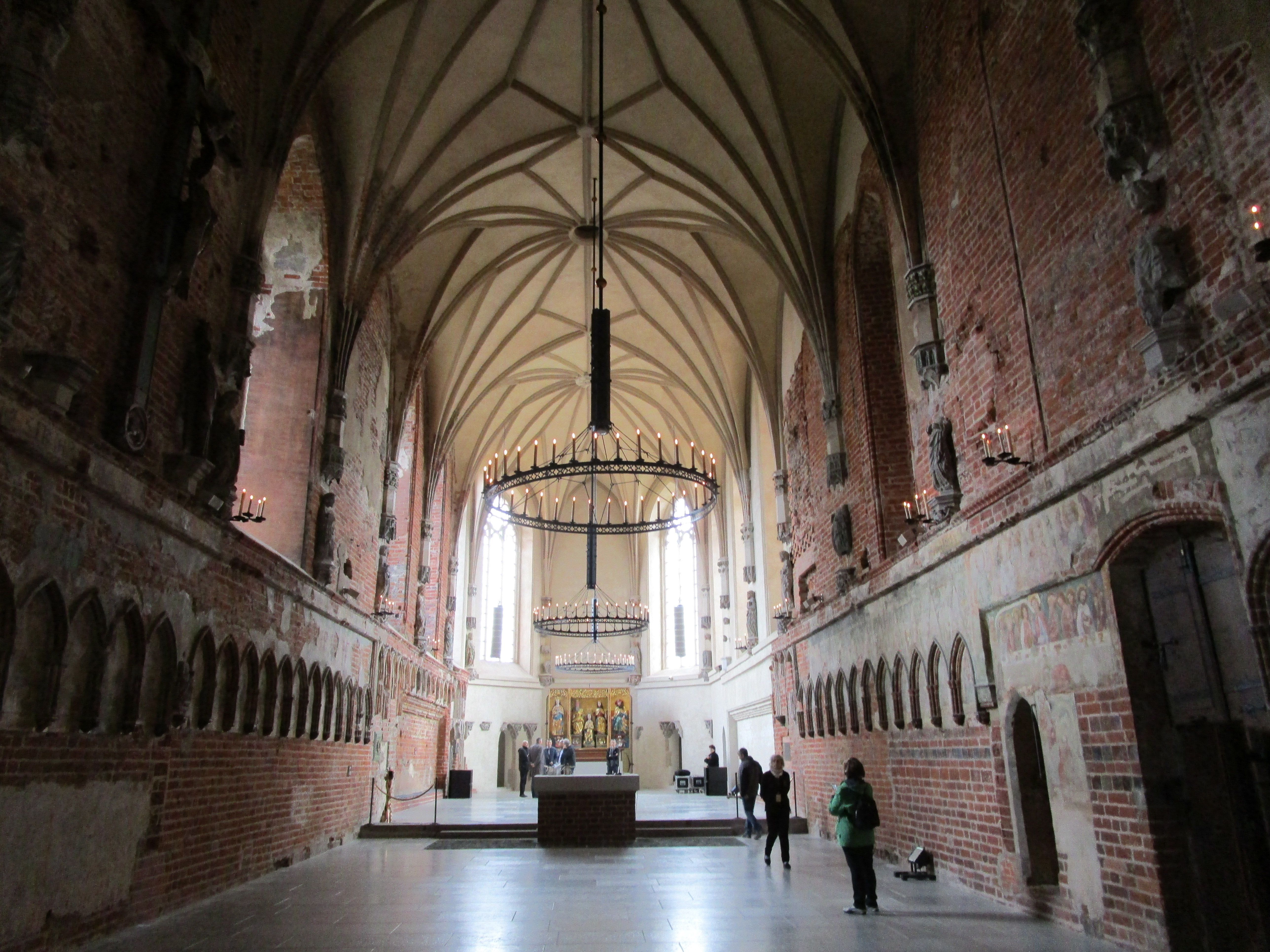
Marienkirche Blick nach Osten mit Altar

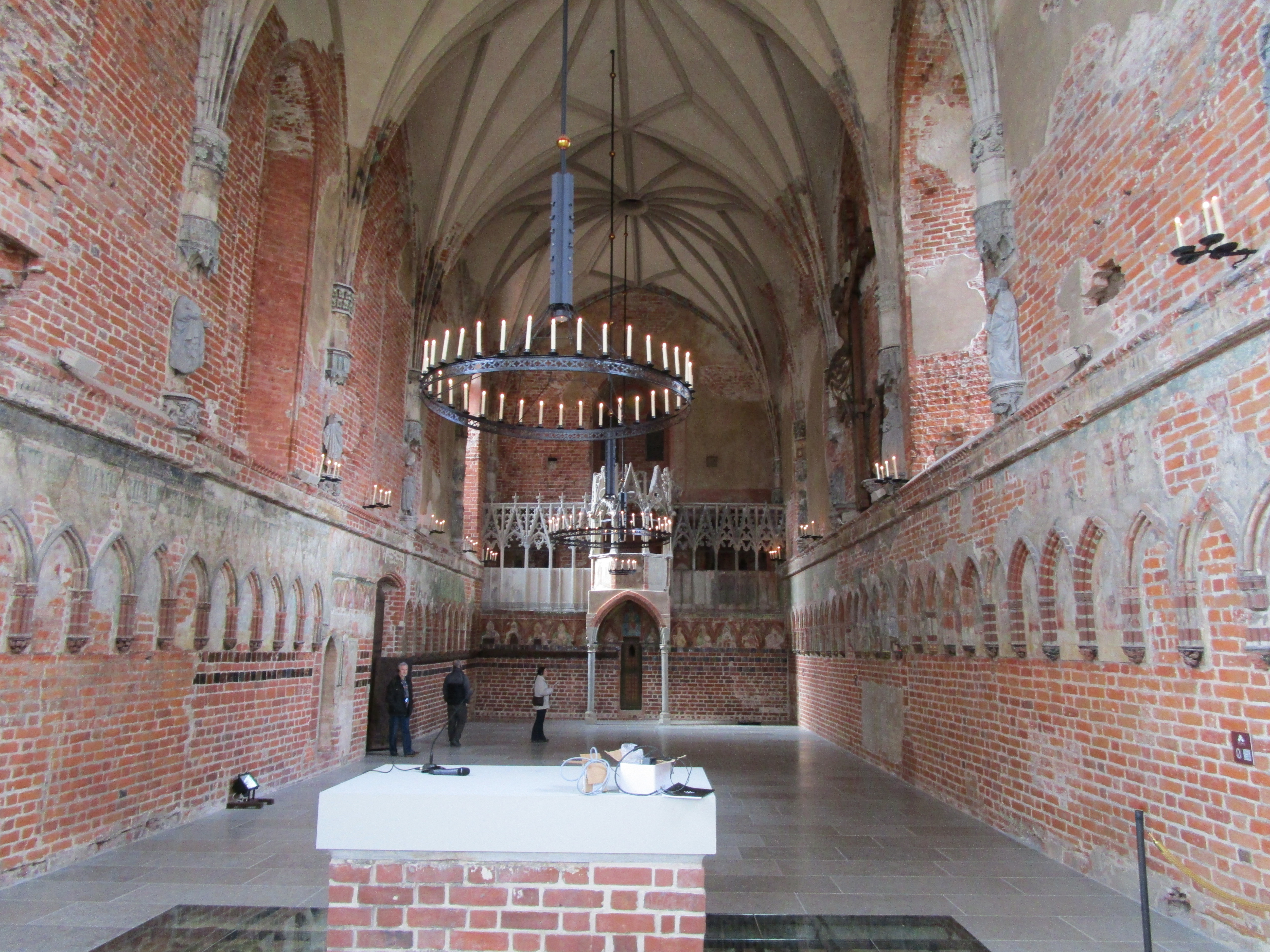
Marienkirche Blick nach Westen mit Kanzel

Die Marienkirche der Ordensburg Marienburg befindet sich in Marienburg. Diese wurde im Zweiten Weltkrieg stark beschädigt und wurde etappenweise restauriert.

## Beschreibung
Der im Jahre 1344 geweihte Sakralbau wurde unter dem Hochmeister Dietrich von Altenburg zur Sankt Marien-Kirche erweitert. Dabei wurde ein über den Baukörper des Hochschlosses hinausragender polygonaler Chor erbaut. An der Außenwand des Chorschlusses befand sich bis 1945 in einer Nische eine acht Meter hohe, mit farbigem Glasmosaik bedeckte Marienplastik. Einzelne Bruchstücke hatten sich von der Plastik erhalten. Seit 2007 wurde die Rekonstruktion einschließlich der Finanzierung vorbereitet. Am 31. März 2016 war es dann so weit, in Anwesenheit des Hochmeisters des Deutschritterordens aus Wien wurde die Figur neu geweiht.
Erhalten haben sich auch zwei Pforten. Die „Goldene Pforte“ ist ein keramisches Portal aus dem 13. Jahrhundert und bildet die Eingangstür zur Marienkirche. Unter der Kirche befindet sich die St. Annen-Grabkapelle mit zwei Portalen aus Kunststein. Das Nordportal der Kirche zeigt die Krönung Mariens.
Die Kirche ist von außen vollkommen restauriert. Die innere Restaurierung wurde etappenweise vorgenommen, jedoch wird sie nicht vollständig sein. Durch die Kriegsbeschädigungen wurden Details der Baustruktur sowie die originalen Ausmalungen freigelegt bzw. sichtbar. Diese Flächen bleiben deshalb zumindest vorläufig unrestauriert. Die Schäden sollen so sichtbar bleiben.

## Bilder
Vor 1945

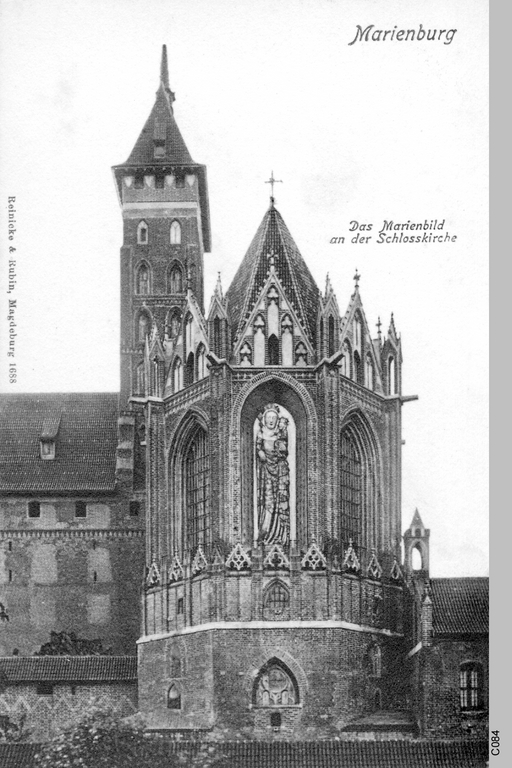
Marienkirche der Marienburg
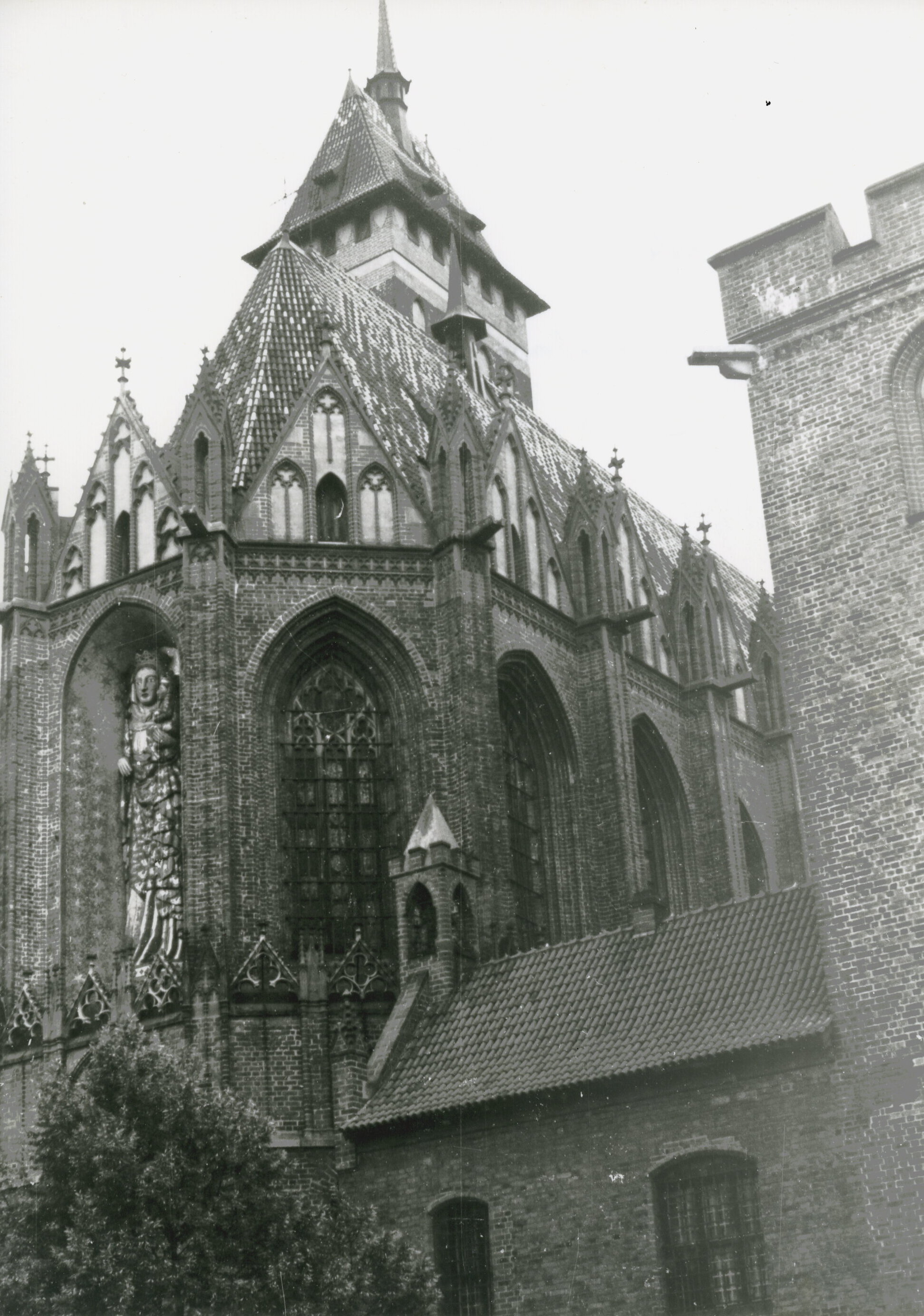
Marienkirche der Marienburg
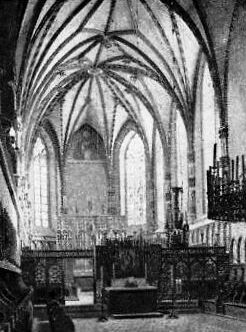
Marienkirche nach Osten 1911
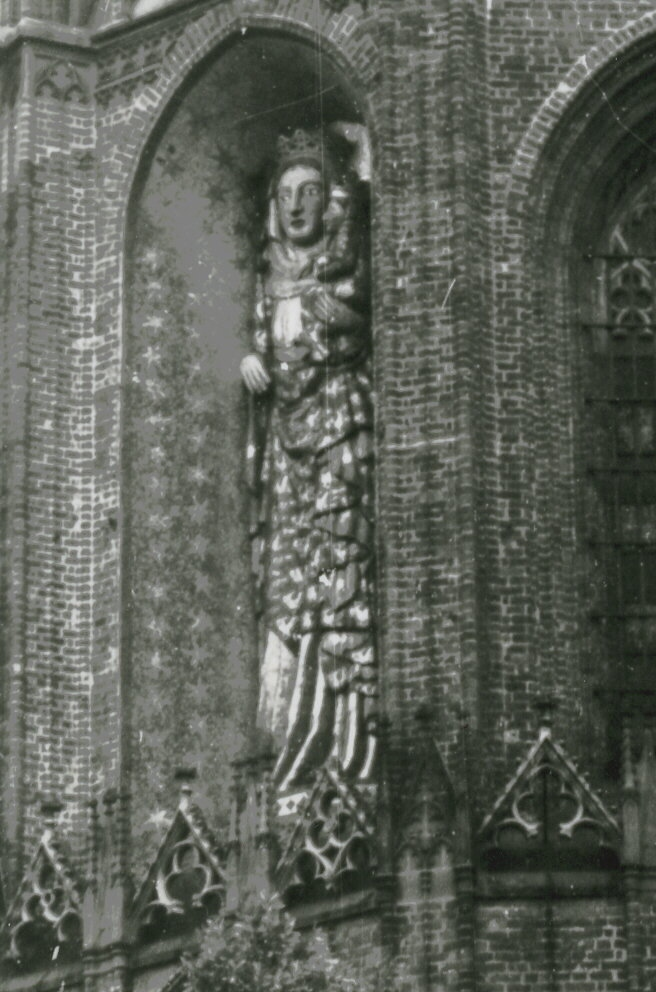
Madonna mit Glasmosaik-Überzug
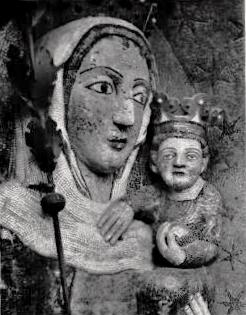
Figurendetail

Nach 1945

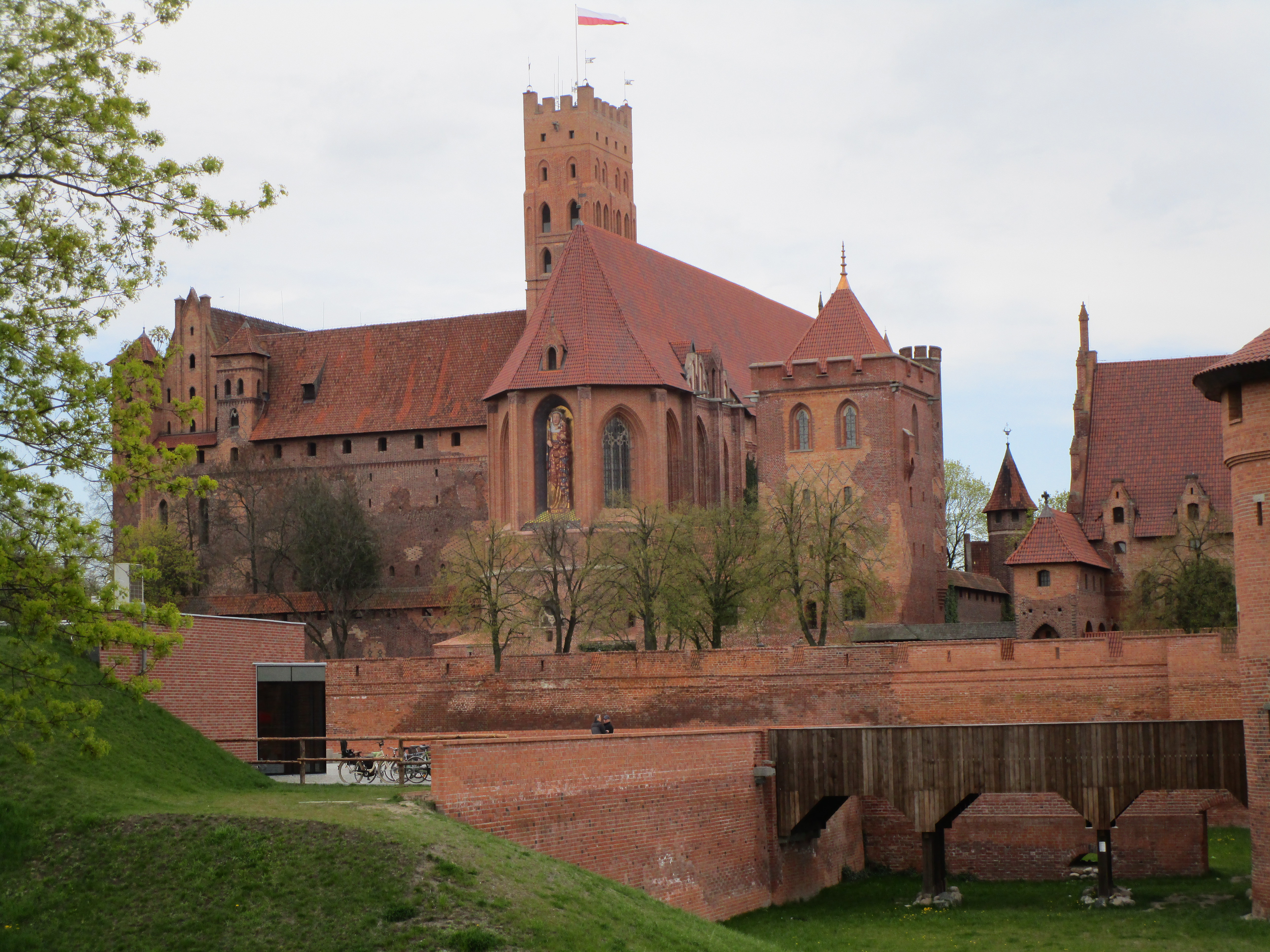
Kirche der Burg am Hochschloss
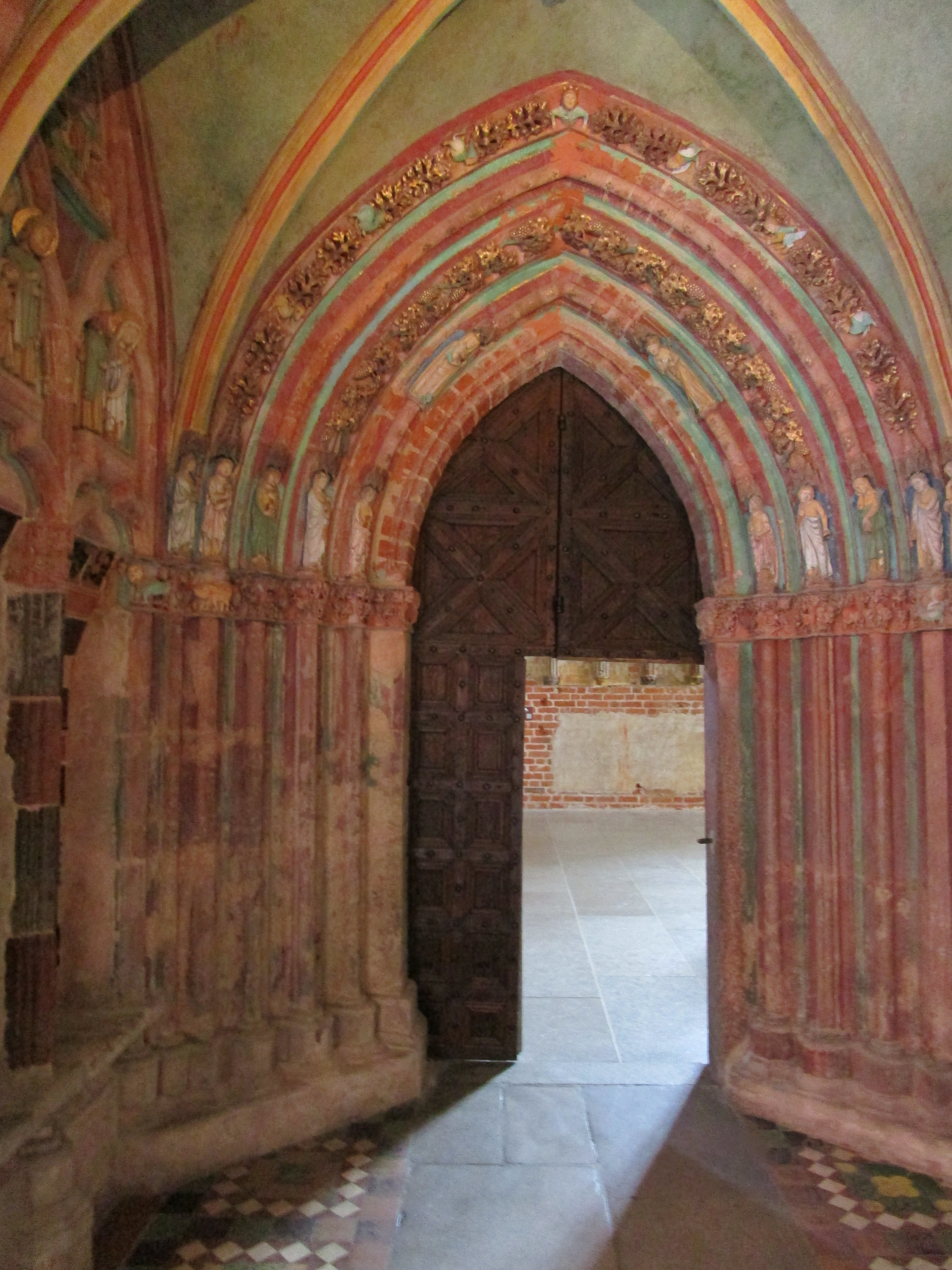
"Goldene Pforte" der Marienkirche
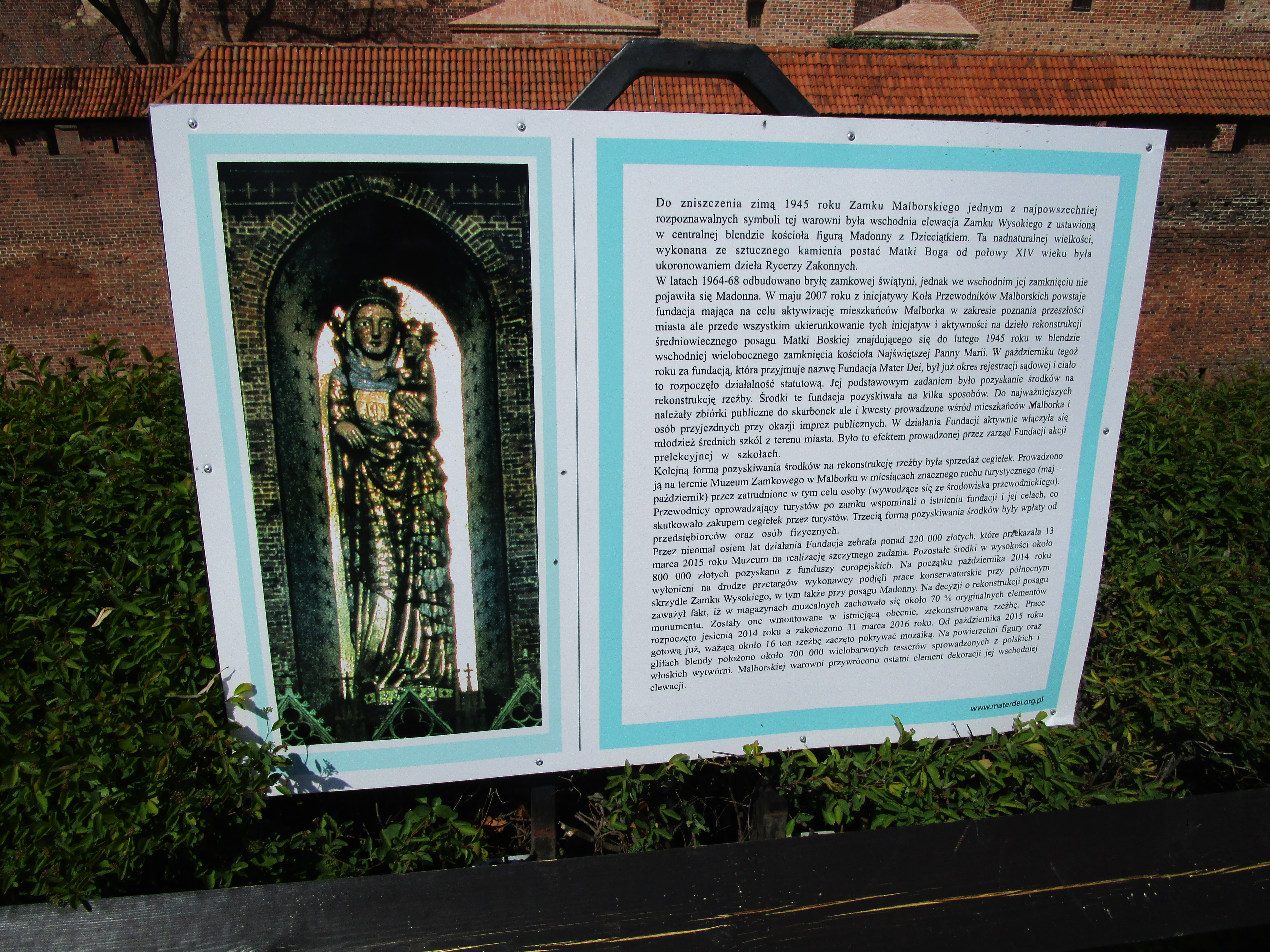
Infoschild für Rekonstruktion der Marienfigur
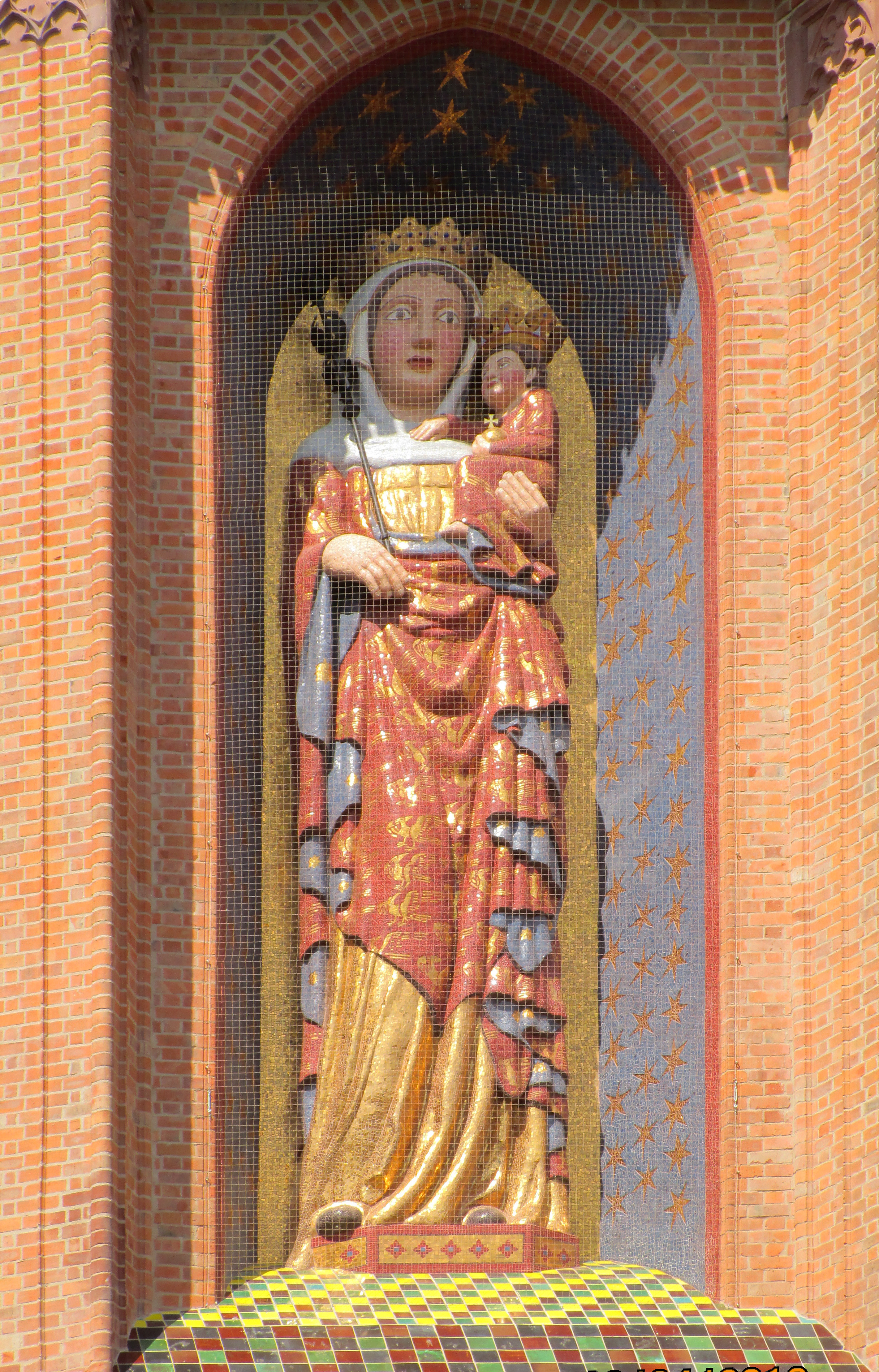
Die neue Marienfigur
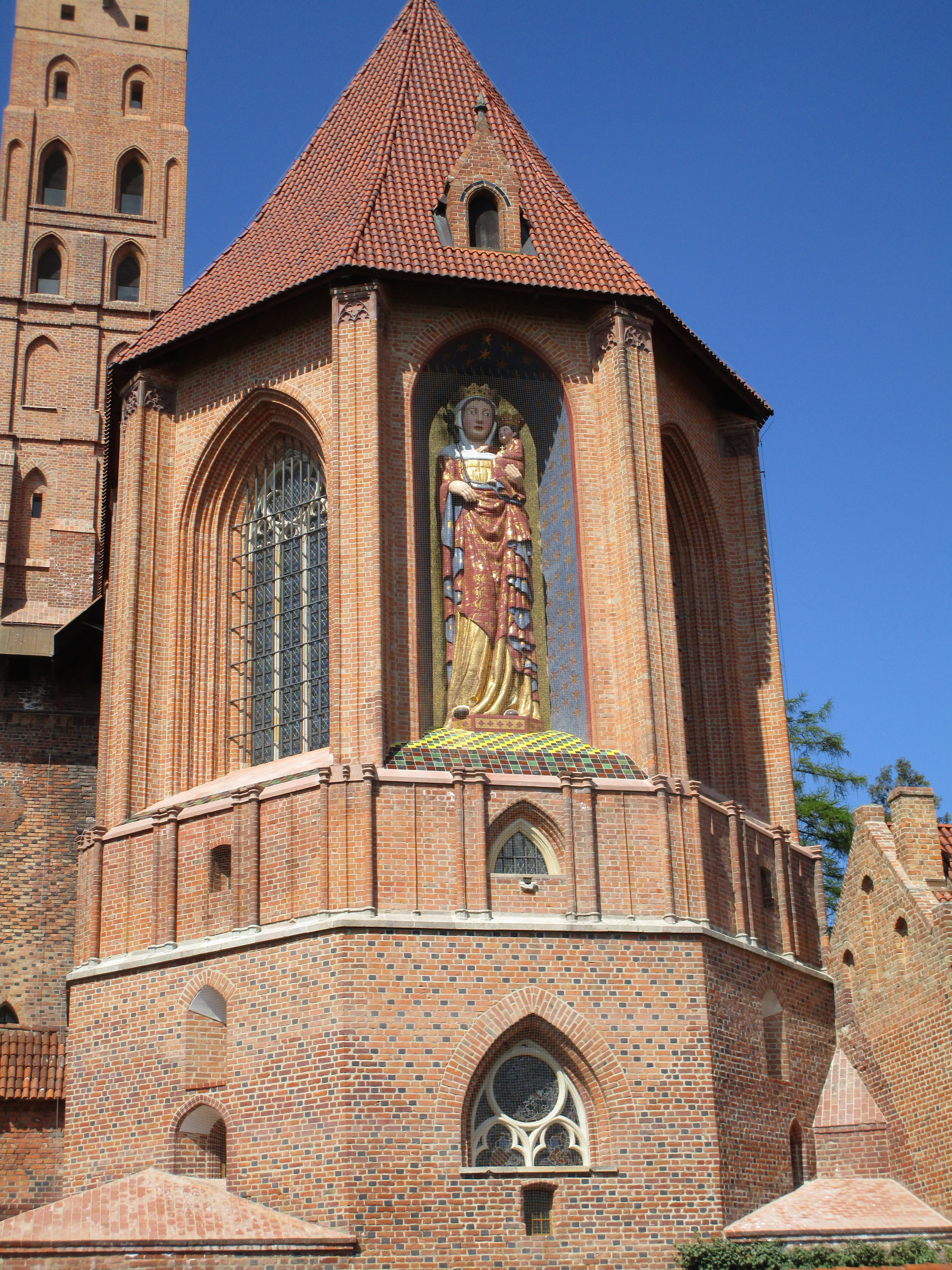
Chor mit Nische für 8 m hohe Figur